# Patrick Develtere
Patrick Develtere (Roeselare, 26 augustus 1961) is hoogleraar aan de faculteit Sociale Wetenschappen van de KU Leuven. In september 2010 werd hij algemeen voorzitter van het ACW, waar hij Jan Renders opvolgde. In juni 2014 werd hij, bij de omvorming van het ACW tot beweging.net, herverkozen als voorzitter. In 2017 stapte hij op om principal advisor Sociale Zaken en Internationale Samenwerking bij het European Political Strategy Centre van de Europese Commissie te worden.

## Levensloop
Patrick Develtere behaalde in 1994 aan de Katholieke Universiteit Leuven een doctoraat in de sociale wetenschappen met het proefschrift Cooperation and Development. Develtere is professor bij de faculteit sociale wetenschappen aan de Katholieke Universiteit Leuven. Voor hij zijn mandaat bij het ACW opnam was hij algemeen directeur van het Onderzoeksinstituut voor Arbeid en Samenleving (HIVA), een samenwerkingsverband tussen voornoemde universiteit en het ACW. Hij was eerder actief bij het ACW als algemeen secretaris van Wereldsolidariteit, dat werkzaam is in de ontwikkelingssamenwerking. Gedurende meerdere jaren was hij ook hoofdredacteur van de Gids op Maatschappelijk Gebied, het wetenschappelijk maandblad van het ACW.
Daarbuiten was hij van 1987 tot 1990 deskundige bij Internationale Arbeidsorganisatie IAO. Hij was verbonden aan het regionaal bureau van de IAO in Port of Spain (Trinidad en Tobago) en aan het verbindingbureau van de IAO bij de Europese Commissie in Brussel.
Van 2017 tot begin 2020 was hij adviseur Sociale Zaken en Internationale Samenwerking bij het European Political Strategy Centre van de Europese Commissie.

## Zaak Arco
Develtere was algemeen voorzitter van het ACW tijdens de zaak-Arcopar, die losbrak tijdens de wereldwijde financiële crisis. Na de val van de bank Dexia in 2011 wilden de Arco-coöperanten hun geld terugkrijgen. Het Europese Hof van Justitie oordeelde op 21 december 2016 dat het door de Belgische overheid voorgestelde garantiestelsel niet aan de voorwaarden hiervoor voldoet. 
Daarnaast werd het ACW in aanloop naar de verkiezingen van 2014 door de Bijzondere Belastinginspectie doorgelicht. De Bijzondere Belastinginspectie stelde geen fraude vast.

## ACW wordt Beweging.net
Tijdens het voorzitterschap van Patrick Develtere werd de christelijke arbeidersbeweging grondig hervormd. De koepel ACW met haar 6 deelorganisaties werd omgevormd tot een open netwerk van 11 partnerorganisaties en 4 geassocieerde partners. Op 14 juni 2014 werd beslist om beweging.net drie taken te geven: het faciliteren van het netwerk, het wegen op het beleid en het verlenen van diensten. Voor Develtere stond deze hervorming in functie van het samen streven naar meer kwaliteit van leven en samenleven.

## Publicaties
- International Development Cooperation Today: A radical shift towards a new paradigm - Leuven University Press, 2021
- A Whole-of-Society Approach for a new Africa-Europe Alliance - Develtere P., Capacity4dev, november 2019
- Letter from Belgium - Develtere P., Great insights magazine, ECDPM, Lente/Zomer 2019
- Pleidooi voor kwalitatieve groei: betere groei is beter dan meer groei - Develtere P., De gids op maatschappelijk gebied, oktober 2015
- A Plea for Qualitative Growth: Qualityis better than more - Develtere P., De gids op maatschappelijk gebied, april 2016
- Wij willen maatschappijmakers zijn - Politieke ruimte - Schuermans G., 2013
- How do we help? The Free Market in Development Aid - Universitaire Pers Leuven, 2012
- The Worldwide Making of the Social Economy. Innovations and Changes. - Leuven/Den Haag: Acco.
- Cooperating out of Poverty - The Renaissance of the African cooperative movement - Geneva: ILO.

- Bibliothèque nationale de France: cb125725280 (data)
- International Standard Name Identifier: 0000 0000 7363 3483
- Library of Congress Control Number: n95075937
- Nationale Bibliotheek van Tsjechië: vse20211132896
- Nationale Bibliotheek van Israël: 987007334295005171
- Nederlandse Thesaurus van Auteursnamen: 100271146
- Système universitaire de documentation: 035040416
- Virtual International Authority File: 73970862
- WorldCat: E39PBJv8HCYqGC6vf9Pjv9PG73